# مانیتور آتش
مانیتور آتش یا تفنگ آبی فشار-قوی (به انگلیسی: Deluge gun, Fire monitor, Master stream, یا Deck gun) وسیله‌ای است که در آتش‌نشانی از آن برای پرتاب حجم زیادی آب به طور ناگهانی استفاده می‌شود. معمولاً از مانیتورهایی استفاده می‌شود که ۱۸۰۰ لیتر در دقیقه پرتاب می‌کنند ولی مانیتورهایی هم موجودند که بیش از ۷۵۰۰ لیتر در دقیقه را هم می‌توانند پرتاب کنند.
این دستگاه می‌تواند روی ماشین آتش‌نشانی سوار شود یا بر روی سه‌پایه مخصوصی گذاشته شود.

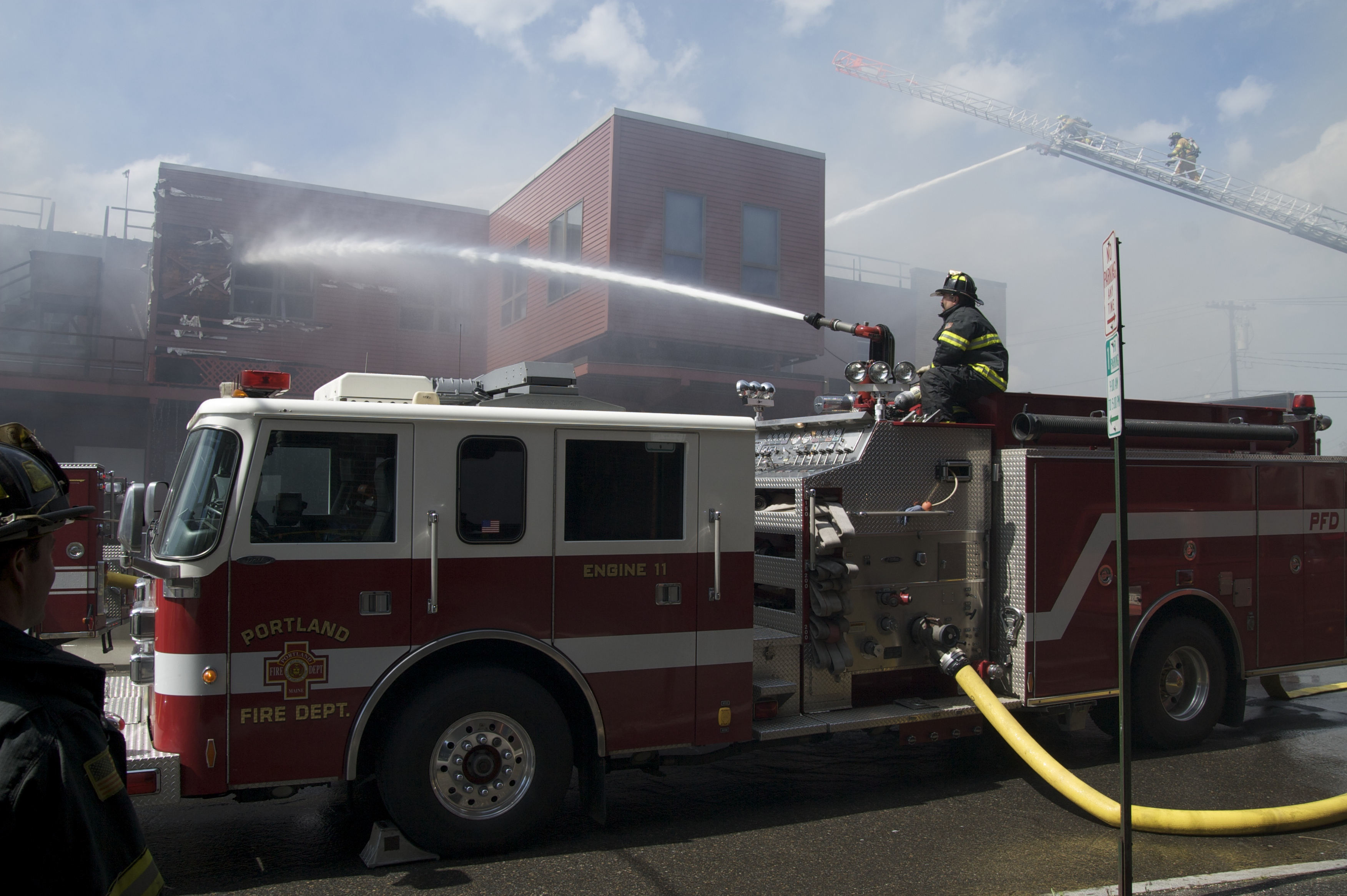